# Spomin (Kahlo)
Spomin, slika mehiške umetnice Fride Kahlo iz leta 1937, prikazuje bolečino in tesnobo, ki ju je Kahlo doživljala zaradi afere med njenim možem, umetnikom Diegom Rivero, in njeno sestro Cristino Kahlo.
Slika je včasih znana pod naslovom Recuerdo (Spomin). Delo olje na kovino meri 40 x 28 cm in je shranjeno v zbirki Michela Petitjeana v Parizu v Franciji.

## Opis
Frida Kahlo se upodablja, kako stoji na plaži ob robu vode, z eno nogo na pesku in z drugo v morju, ter gleda proti gledalcu z brezizraznim obrazom, pokritim s solzami. Kovinska palica gre skozi velik prazen prostor v njenih prsih. Palica ima na obeh koncih podobo Kupida, ki je prikazan, kot da jaha na nihalki. Fridino srce je predstavljeno z velikim krvavečim pohabljenim organom, ki leži zunaj njenega telesa. Kri iz srca pronica v pesek in teče v morje. Blizu Fride visita dve obleki, ena šolarke, druga njena tradicionalna noša v slogu Tehuantepec; niso prazne, vsebujejo po eno človeško roko. Roka v šolski obleki sega do Fride, vendar se je ne dotakne, medtem ko roka v obleki Tehauna podpira brezroko in nepremično umetnico.
Ti in drugi simboli na sliki prikazujejo umetničino neizmerno bolečino ter njeno osebno čustveno ranjenost in okrevanje, kot posledico afere med njeno sestro in možem.